# Cardonazo
Cardonazo é a denominação popularmente dada a uma tentativa de golpe de Estado realizada pelo então ministro da Segurança Pública do governo de facto da Costa Rica, Edgar Cardona Quirós, ocorrida em 3 de abril de 1949.

## Antecedentes
Finalizada a Guerra Civil de 1948, o lado vencedor toma o poder efetivamente derrubando o governo do presidente Teodoro Picado. Os líderes do lado derrotado se exilam no exterior e o poder é assumido de forma ditatorial pela Junta Fundadora da Segunda República, um grupo de combatentes liderados pelo caudillo militar José Figueres Ferrer. No entanto, Figueres acorda com Otilio Ulate, seu aliado político e militar que reivindicava a vitória nas eleições anteriores, que a Junta governaria de facto por 18 meses e, em seguida, entregaria o poder a Ulate, como efetivamente aconteceu.
Neste governo golpista, chefiado por Figueres, Edgar Cardona ocupava o cargo de Ministro da Segurança.

## O incidente
Ainda que uma das causas da guerra fosse, coincidentemente, a preocupação dos poderosos grupos da oligarquia latifundiária conservadora perante as reformas sociais (conhecidas como Garantías Sociales) realizadas por Rafael Ángel Calderón Guardia, Teodoro Picado Michalski e seus aliados comunistas liderados por Manuel Mora Valverde, antes da conclusão da guerra Figueres conseguiu negociar com Picado e Mora — no que ficou conhecido como Pacto da Embaixada do México e Pacto de Ochomogo, respectivamente —  que não retrocederia com as garantias sociais em troca de uma rendição. O acordo foi cumprido, mas igualmente o próprio Figueres faria uma série de reformas sociais também com o mesmo tom socialista.
Duas em particular causaram grande insatisfação dos grupos conservadores da direita linha dura e oligarca: a nacionalização dos bancos e o imposto de 10% sobre o capital. Cardona, apoiado por esses grupos, decide dar um golpe de Estado para depor Figueres tomando o Quartel Militar de Bellavista com vários militares rebeldes. Cardona exigia, além da revogação destas duas leis, a renúncia dos ministros Alberto Martén da Economia e do sacerdote Benjamín Núñez do Trabalho.
O governo respondeu imediatamente cercando o quartel com militares e voluntários leais (como Frank Marshall Jiménez) e um grupo de militares leais dentro das instalações enfrentou os cardonistas permitindo a entrada do próprio Figueres para negociar. Figueres ordenou a rendição, o qual os rebeldes recusariam. Após várias horas de cerco, finalmente se renderiam às três da tarde, com um saldo de nove mortos e trinta feridos.